# Uskoci (Stara Gradiška)
Uskoci su naselje u općini Stara Gradiška u Brodsko-posavskoj županiji.  Naselje je poznato po župnoj Crkvi Sv. Mihovila, župi pripadaju obližnja sela uključujući i Staru Gradišku.

## Zemljopis
Uskoci se nalaze zapadno od Stare Gradiške, a istočno od Gornjeg Varoša. 

## Stanovništvo
Prema popisu stanovništva iz 2001. godine Uskoci su imali 132 stanovnika od toga 130 Hrvata, dok su prema popisu stanovništva iz 2011. godine imali 100 stanovnika
| broj stanovnika | 363   | 433   | 666   | 435   | 404   | 363   | 296   | 304   | 251   | 334   | 237   | 212   | 179   | 180   | 132   | 100   | 71    |
|                 | 1857. | 1869. | 1880. | 1890. | 1900. | 1910. | 1921. | 1931. | 1948. | 1953. | 1961. | 1971. | 1981. | 1991. | 2001. | 2011. | 2021. |